# アプトプロ
アプトプロ株式会社（英: aptepro inc.）は、日本の芸能事務所。主として声優のマネージメントを行っている。

## 概要
2010年、音響監督の亀山俊樹が設立。付属養成所としてアプトプロ養成所、関連会社として亀山が取締役会長を務める音響制作会社「株式会社ビットグルーヴプロモーション」がある。
2020年3月18日、事務所を東京都渋谷区代々木1丁目32番15号 第三白倉ビル2階から同区千駄ヶ谷2丁目34番13号 ベルファイブビル3階に移転した。
同年8月、関連会社の合併により代表取締役会長に亀山、代表取締役社長に加藤孝也という体制になった。
2024年3月5日、事務所を東京都中野区弥生町2丁目3番13号 川本ビル1Fへ移転。

## 所属声優
2025年4月時点。お知らせ並びに、タレントプロフィールを典拠とする。

### 男性
| あ行 - 青木崇 - 朝霧友陽 - 浅倉歩 - 石田敏朗 - 植田航平 - 大島康平 - 岡部佳明 さ行 - 財満健太 - 笹森耀平 - 佐藤美一 - 佐藤愁貴 - 須田祐介 | た行 - 蛸島弘朗 - 田中正彦 な行 - 中國卓郎 - 中谷幸浩 - 西宮拓希 は行 - 土師孝也 - 原田卓哉 - 深町寿成 - 藤沼建人 - 堀北俊希 | ま行 - 前田雄 や〜わ行 - 弥永健人 - 家中宏 - 矢野正明 - 横山拓人 - 吉田裕秋 |

### 女性
| あ行 - 相坂優歌 - 青木紀子 - 秋元彩映 - 明海はる花 - 新木智己 - 泉菜月 - 生田善子 - 板倉唯 - 宇藤春乃 - 王怜馨 - 大狼わこ - 大葵梨央 - 沖田かなで - 鬼浦ひろ子 か行 - 風間結歌 - 金子沙希 - 此花菜摘 | さ行 - 境珠理 - 紗倉のり子 - 笹本優子 - 佐藤美夢 - 紫之エリー - 柴野春奈 - 白川りさ - 関根明良 - 園田恵子 た行 - 高田紗希衣 - 富田沙織 な行 - 夏樹リオ - 中村ちせ - 七瀬けろ - 成塚衣和美 - 野首南帆子 | は行 - 羽鳥颯希 - 花村緑 - 原涼歌 ま行 - 牧野ゆう - 宮松芽叶 - 森下千咲 や〜わ行 - 渡なべゆき子 |

## かつて所属していた主な声優

### 男性
- 安部川賢治郎（フリー）
- 田中雅之（フリー）
- 千々和竜策（現所属：プロダクション・エース）
- 宮下栄治（現所属：Breeze）

### 女性
- アサコ
- 綾崎七菜（フリー[6]）
- 荒浪和沙（現所属：BloomZ代表）
- 大本なな子（現所属:アニモプロデュース）
- 祭田絵理
- 島涼香（退所後引退）
- 白石ゆきね（現所属:アニモプロデュース）
- 矢澤りえか（引退）
- 渡部由佳